# Iglesia de San Oswald (Winwick)
La Iglesia de San Oswald, se encuentra en el pueblo de Winwick, Cheshire, Inglaterra. La iglesia está registrada en la Lista del Patrimonio Nacional de Inglaterra como un edificiodesignado de Grado I.  Es una  iglesia parroquial anglicana activa en la diócesis de Liverpool, el archidiácono de Warrington y el decanato de Winwick.

## Historia
Una iglesia en Winwick está registrada en el Domesday Book. Las primeras partes de la iglesia actual son las bases de la arcada norte que datan de principios del siglo XIII, y las paredes de la Capilla Legh y la cámara del órgano que datan de 1330. La torre oeste fue construida en 1358, y las paredes y la arcada norte de la nave (a excepción de la Capilla Legh y la cámara del órgano) datan de 1580.   Se produjeron muchos daños en la iglesia en 1648 cuando Oliver Cromwell estacionó a sus tropas en la iglesia después de la Batalla del Banco Rojo.   El pórtico sur se añadió en 1720, y la arcada sur de la nave se reconstruyó en 1836 reutilizando piedras anteriores. El presbiterio, el santuario y la sacristía fueron reconstruidos por Pugin en 1847-1849 para el 13º Conde de Derby.  La torre fue reconstruida y la iglesia fue restaurada en 1869 por la asociación Lancaster de Paley y Austin. El jueves 13 de enero de 1887, el Capitán del Titanic Edward Smith se casó con Sarah Eleanor Pennington en la iglesia. En 1931-32 Henry Paley, sucesor en el estudio de arquitectura de los Lancaster, ahora conocido como Austin y Paley, restauró la torre a un costo de £463, y en 1934 añadió una nueva sacristía, un porche y una entrada a un costo de £232.

## Arquitectura

### Exterior
La iglesia está construida de piedra arenisca con techo de metal y acero inoxidable. Su planta consiste en una torre oeste, una nave de seis bahías con un claristorio, pasillos norte y sur, un porche sur, una capilla en la bahía este de cada pasillo, un presbiterio y santuario de tres bahías, y una sacristía norte.  La capilla sur es la Capilla Legh y la capilla norte pertenecía a la familia Gerard.  La capilla sur es la Capilla Legh y la capilla norte pertenecía a la familia Gerard. La torre está en tres etapas y tiene una aguja empotrada. En la cara oeste hay una puerta sobre la que hay una ventana de tres luces. A cada lado de la ventana hay nichos que contienen estatuas restauradas de los santos Anthony y Oswald.A la derecha de San Antonio hay un cerdo tallado. En los lados oeste y este están las caras de los relojes. Sobre ellas hay dos aberturas de campana de luz; el parapeto está almenado. El  parapeto está almenado. El parapeto del pasillo norte es sencillo; la del pasillo sur está almenado. En el frontón oeste del presbiterio hay un campanario.  
El muro sur fue reconstruido a principios del siglo XVI, y un tributo a San Oswald fue grabado en latín a lo largo de la cornisa. Una traducción de William Beamont aparece en "A History of Winwick": 
"Este lugar de antaño le gustaba mucho a Oswald, el rey de Northumbria, pero ahora es un santo en el cielo: Quien en el campo de Marcelde luchando cae, ¡oh, bendito sea el que lo escuche! cuando aquí en ti lo llamamos. 
En mil quinientos y tres veces diez, Sclater restauró y construyó este muro de nuevo, y Henry Johnson aquí era el cura entonces." 

### Interior
En mil quinientos, la nave y los pasillos tienen techos de roble con vigas de madera de 1711. La Capilla Legh tiene un techo de paneles del siglo XVI. En la Capilla Legh hay un bronce de Sir Peter Legh fechado en 1527. Es el único latón monumental inglés conocido que combina lo militar y lo sagrado. Muestra al "Caballero y Sacerdote" en vestimentas clericales sobre armadura, con su espada a su lado. También en la capilla hay monumentos a otros miembros de la familia Legh, incluyendo uno a la Sra. Ellen Legh que murió en 1831 por R.J.Wyatt En la capilla de Gerrard hay una fuente dañada que data de alrededor de 1400, y una de latón a Peter Gerard que murió en 1495.  Bajo el suelo de esta capilla está la bóveda de la familia, pero no se ha usado desde la Reforma.  En el extremo este hay una mesa de comunión que data de 1725. En la pared norte hay un altar.  En el borde de una ventana de la Capilla Gérard está el brazo cruzado de una cruz de predicación anglosajona que data de alrededor de 750. Los bancos, el mobiliario y el vidrio del coro y el santuario fueron diseñados por Pugin.  La pantalla de madera entre la nave y la torre fue erigida en 1920 como un monumento a la Primera Guerra Mundial.  El órgano fue construido alrededor de 1838, probablemente por Rushworth y Dreaper de Liverpool. Desde entonces Rushworth y Dreaper han hecho varias adiciones. Hay un anillo de seis campanas. Cinco de ellas fueron fundidas de las cuatro campanas existentes en 1711 por Richard Sanders, y la sexta en 1882 es de John Taylor and Company.

## Cementerio
Dos soldados de la Primera Guerra Mundial enterrados en el cementerio son conmemorados por un monumento especial erigido por la Comisión de Tumbas de Guerra de la Commonwealth.

## Pozo de San Oswald
A unos 1,6 km al norte de la iglesia, en un campo junto a la carretera A573 entre Winwick y Golborne en Hermitage Green hay un pozo sagrado dedicado a San Oswald (referencia de cuadrícula SJ607941). Está revestido con piedra medieval y cubierto por una losa de piedra protectora. El pozo es un monumento planificado,  y está listado en Grado II. 